# おじいさんの台所
『おじいさんの台所』（-のだいどころ）は、1984年4月に、文藝春秋から発売された佐橋慶女による日本の随筆作品であり、同年の第32回日本エッセイスト・クラブ賞を受賞した作品の1つでもある。
続編として、1985年1月に発売された『おじいさんの台所二年目』（-のだいどころにねんめ）と、1987年6月に発売された『「おじいさんの台所」の死』（-のだいどころのし）についても、本稿で記載・説明する。
『おじいさんの台所』は、1985年に中部日本放送で、1997年にテレビ東京で、2007年にはフジテレビでそれぞれテレビドラマ化され、『おじいさんの台所二年目』は、1985年に中部日本放送でテレビドラマ化されている。

## 概要
妻に先立たれた著者の父親は、一人暮らしをすることを決めたものの、家事全般を自分自身でやったことない。そのため、娘のコーチや近所の住民をはじめ、周りの人たちの助けによって、自分一人で何とか生活できるようになるまでを描いたもの。

## テレビドラマ

### 1985年版
『おじいさんの台所』・『おじいさんの台所・二年目』のどちらとも、中部日本放送が制作する昼の連続ドラマとして、TBS系列で、月 - 金の13:45 - 14:00（JST）に放送した。

#### 放送期間
- 『おじいさんの台所』1985年1月7日[1] - 同年3月29日（全60回）
- 『おじいさんの台所・二年目』1985年9月30日 - 同年12月27日（全65回）

#### 出演
- 藤田弓子[1]
- 浜村純[1]
- 浜田光夫[1]
- 山田昌
- 佐々木愛[1]
- 近松麗江[1]
- 関時男
- 安芸秀子
- 伊藤友乃

#### スタッフ
- 脚本：高岡尚平、加賀美しげ子
- 演出：九鬼通夫
- 音楽：渡辺岳夫

| 中部日本放送制作・TBS系列 昼の連続ドラマ | 中部日本放送制作・TBS系列 昼の連続ドラマ | 中部日本放送制作・TBS系列 昼の連続ドラマ |
| 前番組                                   | 番組名                                   | 次番組                                   |
| ---------------------------------------- | ---------------------------------------- | ---------------------------------------- |
| 夕空はれて                               | おじいさんの台所                         | 女ひとり                                 |
| おばあちゃん                             | おじいさんの台所・二年目                 | あゝ単身赴任                             |

### 1997年版
1997年9月29日の21:00 - 22:54（JST）に、『森繁久彌ドラマスペシャル・おじいさんの台所』として、テレビ東京系列で放送した。
2009年11月11日の21:00 - 22:54に、前日に急逝した森繁の緊急追悼企画として、『水曜シアター9』で再度放送した。

#### 出演
- 佐藤真三：森繁久彌
- 長女・喜美：岸田今日子
- 三女・和美：風吹ジュン
- 長女の娘・さおり：裕木奈江

- 石井茜：阿知波悟美
- 前川さん：正司歌江
- ：大島蓉子
- ：北村魚
- ：新保あさ
- ：頭師孝雄
- ：谷幹一

- 牧幸子：司葉子（特別出演）
- 小島実：芦田伸介
- 次女・雅美：いしだあゆみ

役名は不明（森繁の孫役？）であるが、出演者の一人に小栗旬もクレジットされている。

#### スタッフ
- 題字：森繁久彌
- 演出：大山勝美
- 脚本：高橋正圀
- 製作：テレビ東京・KAZUMO

## 参考資料・出典
全般
- 文春文庫 書籍情報『おじいさんの台所』
- 文春文庫 書籍情報『おじいさんの台所二年目』
- 文春文庫 書籍情報『「おじいさんの台所」の死』

ドラマ版
- TBS/昼ドラマ一覧表/昼の連ドラ/月 - 金13時45分
- おじいさんの台所 (1985年 JNN) 原作/主題歌/出演者/解説
- おじいさんの台所・二年目 (1985年 JNN) 原作/主題歌/出演者/解説
- 追悼・森繁久彌さん名作ドラマをもう一度「おじいさんの台所」（テレビ東京）